# Демињи
Демињи (фр. Demigny) насеље је и општина у источном делу централне Француске у региону Бургоња, у департману Саона и Лоара која припада префектури Шалон сир Саон.
По подацима из 2011. године у општини је живело 1769 становника, а густина насељености је износила 59,7 становника/km². Општина се простире на површини од 29,63 km². Налази се на средњој надморској висини од 213 метара (максималној 231 m, а минималној 188 m).

## Демографија
| 1962. | 1968. | 1975. | 1982. | 1990. | 1999. | 2011. |
| ----- | ----- | ----- | ----- | ----- | ----- | ----- |
| 811   | 885   | 851   | 1.224 | 1.473 | 1.535 | 1.769 |

График промене броја становника у току последњих година